# Zoo de Lituanie
Le Jardin zoologique lituanien (en lituanien : Lietuvos zoologijos sodas) anciennement connu sous le nom de Jardin zoologique de Kaunas (Kauno zoologijos sodas) est le plus ancien zoo scientifique de Lituanie. Il est situé dans le parc Ąžuolynas, dans l'ancienne commune de Žaliakalnis, au sud-ouest de Kaunas. La superficie du zoo est de 15,6 hectares.

## Histoire
Le zoo a été fondé par le célèbre zoologiste lituanien Tadas Ivanauskas (en) et a ouvert ses portes le 1er juillet 1938 avec 40 animaux. Son objectif premier était d’éduquer le public visiteur à la protection de la nature et de promouvoir la conservation des espèces menacées. En un an, le nombre d’animaux est passé à 150. Le zoo compte actuellement 2 166 animaux, ce qui le classe dans les zoos de taille moyenne selon les normes européennes. Il a connu des difficultés de financement au cours des années 2000. 